# リュシアン・サン

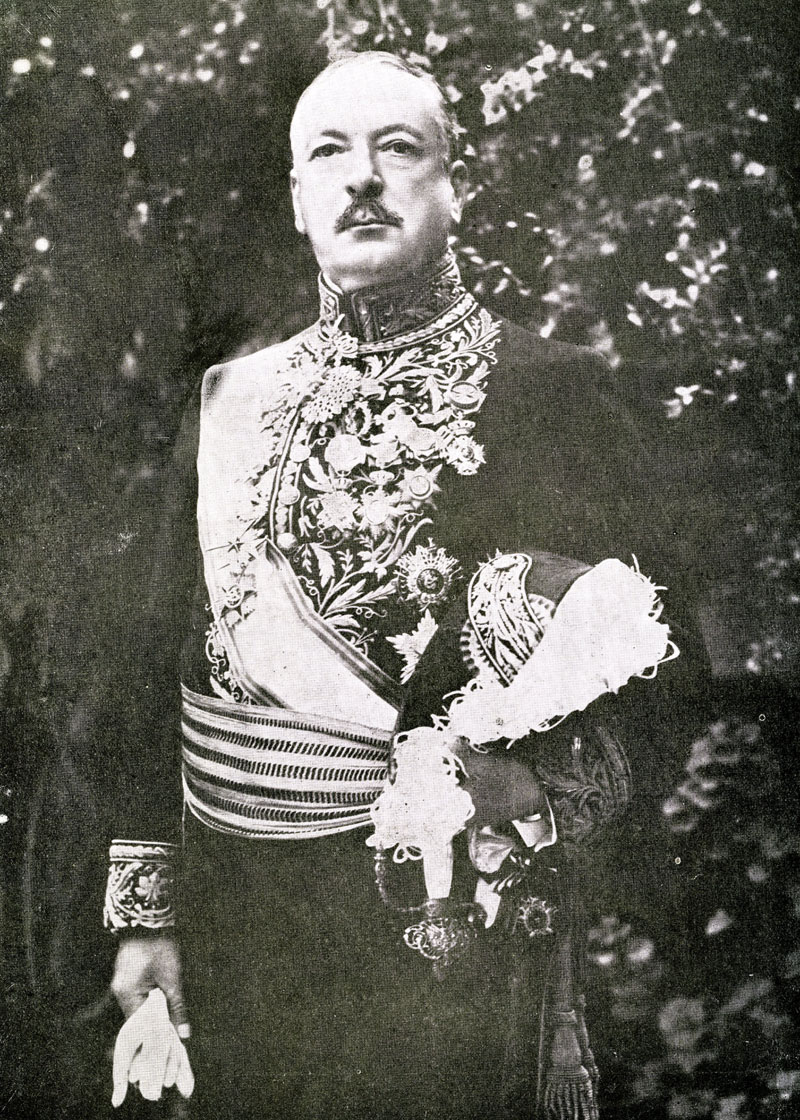
リュシアン・サン

リュシアン・シャルル・グザヴィエ・サン（フランス語: Lucien Charles Xavier Saint、1867年4月26日 - 1938年2月24日）は、フランスの官僚・政治家。戦間期にチュニジア・モロッコの統監を務めた。

## 生涯
ノルマンディーのエヴルー生まれ。法学を専攻して弁護士資格を取得した後、1896年からオーブ県知事の秘書官を経てロシュフォールの郡長（sous-préfet）となって地方政界入りした。1902年、商務長官のジョルジュ・トゥルイヨの娘と結婚し、義父の秘書を務めた。1906年、ニエーヴル県知事に昇進し、第一次世界大戦時までイル＝エ＝ヴィレーヌ県、オート＝ガロンヌ県、ブーシュ＝デュ＝ローヌ県知事などを歴任した。1919年、エーヌ県知事に赴任し、戦争により荒廃した現地の再建を導いた。1921年1月、チュニジア統監に任命され、1929年まで在任する。
当時、チュニジアでは第一次世界大戦を契機に民族主義が高まった中、憲法制定と原住民の参政権拡大を骨子としたドゥストゥール党（立憲党）が勢いを増していた。このような世論に支えられ、フサイン朝のナスール・ベイも1922年春、フランス植民当局に対してチュニジア人の権利伸張を強く要請し、これが受諾されない場合は退位すると脅した。統監のサンは、軍隊を送ってベイが居住していたバルドーの宮殿を包囲する形で応じ、激怒したナスール・ベイは同年7月に急死した。従順なハビーブ・ベイが王位を継ぐ一方、統監府も大評議会を開設し、参政権の部分的な拡大が認められた改革を施した。この大評議会は、諮問委員会の機能を改善したもので、フランス人とチュニジア人の代表60人余りで構成され、官選により指名された地域・経済界の要人や住民投票を通じて選出された代議士が含まれていた。
1929年1月、モロッコ統監に転任。モロッコ駐在時は、フランスの影響力下に入っていない内陸のベルベル人を制圧し、モロッコ全領土の征服を完了することで、ユベール・リヨテ統監以来の課題を解決した。1933年、オート＝ガロンヌ県の上院議員に当選し、外交・アルジェリア・航空関連委員会に加わった。1938年、マリニャックにある自宅で死去。